# 414 Liriope
Liriope è un asteroide della fascia principale del diametro medio di circa 69,89 km. Scoperto nel 1896, presenta un'orbita caratterizzata da un semiasse maggiore pari a 3,5079806 UA e da un'eccentricità di 0,0688380, inclinata di 9,54292° rispetto all'eclittica.
Stanti i suoi parametri orbitali, è considerato un membro della famiglia Cibele di asteroidi.
Il suo nome è dedicato a Liriope, nella mitologia greca una ninfa delle Naiadi, madre di Narciso.